# Sphingomorpha chlorea
Sphingomorpha chlorea là một loài bướm đêm trong họ Noctuidae.